# Стала інтегрування
У математичному аналізі невизначений інтеграл від заданої функції (тобто множини всіх первісних функції) у зв'язаній області визначається тільки з точністю до адитивної константи — сталої інтегрування. Вона виражає неоднозначність, що виникає при взятті первісних. {\displaystyle {\displaystyle f(x)}} визначена на інтервалі і {\displaystyle {\displaystyle F(x)}} є первісною {\displaystyle {\displaystyle f(x)}}, тоді множина всіх первісних від {\displaystyle {\displaystyle f(x)}} задається функціями {\displaystyle F(x)+C,} де {\displaystyle C} — довільна стала (це означає, що будь-яке значення для {\displaystyle C} робить дійсною первісну). У списках інтегралів для спрощення сталу інтегрування іноді опускають.

### Походження
Похідна будь-якої сталої функції дорівнює нулю. Якщо для функції {\displaystyle {\displaystyle f(x)}} знайдено одну первісну {\displaystyle F(x)}, то додавання або віднімання будь-якої сталої {\displaystyle C} дасть ще одну первісну, оскільки {\displaystyle (F(x)+C)'=F\,'(x)+C\,'=F\,'(x)}. Константа — це спосіб вираження того, що кожна функція з хоча б однією первісною має їх нескінченне число.
Нехай {\displaystyle {\displaystyle F:\mathbb {R} \rightarrow \mathbb {R} }} і {\displaystyle G:{\mathbb {R} }\rightarrow {\mathbb {R} }} це дві повсюдно диференційовні функції. Припустимо, що {\displaystyle F\,'(x)=G\,'(x)} для кожного дійсного числа {\displaystyle x}. Тоді існує дійсне число {\displaystyle C} таке, що {\displaystyle F(x)-G(x)=C} для кожного дійсного числа {\displaystyle x}. Щоб довести це, зауважимо, що {\displaystyle [F(x)-G(x)]'=0}. Таким чином, {\displaystyle F} можна замінити на {\displaystyle F-G} і {\displaystyle G} — на сталу функцію 0, щоб довести, що всюди диференційовна функція, похідна якої завжди дорівнює нулю, повинна бути сталою: {\displaystyle C=F(a)}. Для будь-якого {\displaystyle x} зі основної теореми математичного аналізу, разом з припущенням, що похідна від {\displaystyle F} перетворюється на нуль, означає, що
{\displaystyle {\displaystyle {\begin{aligned}&0=\int _{a}^{x}F'(t)\ dt\\&0=F(x)-F(a)\\&0=F(x)-C\\&F(x)=C\\\end{aligned}}}}
отже, {\displaystyle F} — стала функція.
Два факти мають вирішальне значення в цьому доведенні. По-перше, дійсна пряма зв'язана. Якби дійсна пряма не була зв'язаною, ми не завжди могли б інтегрувати від фіксованого {\displaystyle a} до будь-якого даного {\displaystyle x}. Наприклад, якби для функції, визначеної на об'єднанні інтервалів {\displaystyle [0,1]} і {\displaystyle [2,3]}, при {\displaystyle a=0} неможливо інтегрувати від 0 до 3, тому що функція не визначена між 1 і 2. Тут будуть дві сталі, по одній для кожного зв'язаного компонента області визначення. У загальному випадку, замінюючи сталі локально постійними функціями, ми можемо поширити цю теорему на незв'язані області. Наприклад, є дві сталі інтегрування для {\displaystyle \textstyle \int dx/x} і нескінченно багато для {\displaystyle \textstyle \int \tan x\,dx,} так, наприклад, загальна форма для інтеграла {\displaystyle 1/x}:
{\displaystyle \int {1 \over x}\,dx={\begin{cases}\ln \left|x\right|+C^{-}&x<0\\\ln \left|x\right|+C^{+}&x>0\end{cases}}}
По-друге, припускалося, що {\displaystyle F} і {\displaystyle G} усюди диференційовні. Якщо {\displaystyle F} і {\displaystyle G} не диференційовні хоча б в одній точці, теорема не виконується. Наприклад, нехай {\displaystyle F(x)} буде функцією Гевісайда, яка дорівнює нулю для від'ємних значень {\displaystyle x} і одиниці для невід'ємних значень {\displaystyle x}, і нехай {\displaystyle G(x)=0.} Тоді похідна від {\displaystyle F} дорівнює нулю там, де вона визначена, а похідна від {\displaystyle G} завжди дорівнює нулю. Проте ясно, що {\displaystyle F} і {\displaystyle G} не відрізняються на сталу величину. Навіть якщо припустити, що {\displaystyle F} і {\displaystyle G} усюди неперервні і майже всюди мають похідні, теорема все ще не виконується. Як приклад візьмемо як {\displaystyle F} функцію Кантора і знову хай {\displaystyle G=0}.
Наприклад, припустимо, що хтось хоче знайти первісні {\displaystyle \cos(x)}. Одна така первісна це {\displaystyle {\displaystyle \sin(x)}}. Інша — {\displaystyle \sin(x)+1.} Третя — {\displaystyle {\displaystyle \sin(x)-\pi }} . Кожна з них має похідну {\displaystyle \cos(x)}, тому вони всі є первісними від {\displaystyle {\displaystyle \cos(x)}\ }. Виявляється, що додавання і віднімання сталих — це єдина гнучкість, яку ми маємо під час пошуку різних первісних однієї й тієї ж функції. Тобто всі первісні однакові з точністю до константи. Щоб висловити цей факт для {\displaystyle \cos(x)}, ми пишемо:{\displaystyle \int \cos(x)\,dx=\sin(x)+C.}
Заміна {\displaystyle C} на число створить первісну. Однак, написавши {\displaystyle C} замість числа, маємо компактний опис усіх можливих первісних {\displaystyle \cos(x)}. {\displaystyle C} називають сталою інтегрування. Легко визначити, що всі ці функції дійсно є похідними від {\displaystyle \cos(x):}
{\displaystyle {\begin{aligned}{\frac {d}{dx}}[\sin(x)+C]&={\frac {d}{dx}}[\sin(x)]+{\frac {d}{dx}}[C]\\&=\cos(x)+0\\&=\cos(x)\end{aligned}}}

### Необхідність
На перший погляд може здатися, що константа не потрібна, оскільки її можна обнулити. Крім того, при оцінці певних інтегралів з використанням фундаментальної теореми математичного аналізу стала завжди зникатиме сама собою. Однак спроба встановити константу рівною нулю не завжди має сенс. Наприклад, {\displaystyle 2\sin(x)\cos(x)} можна інтегрувати принаймні трьома різними способами:
{\displaystyle {\begin{aligned}\int 2\sin(x)\cos(x)\,dx&=&\sin ^{2}(x)+C&=&-\cos ^{2}(x)+1+C&=&-{\frac {1}{2}}\cos(2x)+C\\\int 2\sin(x)\cos(x)\,dx&=&-\cos ^{2}(x)+C&=&\sin ^{2}(x)-1+C&=&-{\frac {1}{2}}\cos(2x)+C\\\int 2\sin(x)\cos(x)\,dx&=&-{\frac {1}{2}}\cos(2x)+C&=&\sin ^{2}(x)+C&=&-\cos ^{2}(x)+C\end{aligned}}}
Таким чином, обнулення {\displaystyle C} все ще може залишити константу. Це означає, що для даної функції не існує «найпростішої первісної».
Інша проблема зі встановленням {\displaystyle C} рівною нулю полягає в тому, що іноді потрібно знайти первісні, які мають задане значення в даній точці (як у задачі з початковим значенням). Наприклад, щоб отримати первісну {\displaystyle {\displaystyle \cos(x)}} яка має значення 100 при {\displaystyle x=\pi }, слід використати тільки одне значення {\displaystyle C} (в цьому випадку {\displaystyle C=100}).
Це обмеження можна перефразувати мовою диференціальних рівнянь. Знаходження невизначеного інтеграла функції {\displaystyle f(x)} це те ж саме, що й розв'язування диференціального рівняння {\displaystyle {\frac {dy}{dx}}=f(x).} Будь-яке диференціальне рівняння матиме багато розв'язків, і кожна стала відповідає єдиному розв'язку правильно поставленої задачі початкового значення. Вимога, що первісна набуває значення 100 при {\displaystyle x=\pi }, є початковою умовою. Кожна початкова умова відповідає одному і тільки одному значенню {\displaystyle C}, тому без {\displaystyle C} було б неможливо розв'язати задачу.
Є ще одне обґрунтування, виходячи з абстрактної алгебри. Простір усіх (підхожих) дійсних функцій на дійсних числах є векторним простором, а диференціальний оператор {\displaystyle {\frac {d}{dx}}} це лінійний оператор. Оператор {\displaystyle {\frac {d}{dx}}} відображає функцію в нуль, якщо і тільки якщо ця функція стала. Отже, ядром {\displaystyle {\frac {d}{dx}}} є простір усіх сталих функцій. Процес невизначеного інтегрування зводиться до знаходження прообразу даної функції. Для даної функції немає канонічного прообразу, але множина всіх таких прообразів утворює клас суміжності. Вибір константи аналогічний вибору елемента класу суміжності. У цьому контексті розв'язок задачі початкових значень інтерпретується як такий, що лежить у гіперплощині, заданій початковими умовами.

### Фізичний зміст
Розглянемо деякі приклади.
- Тіло падає з п'ятого поверху будинку на землю, пролітаючи деяку відстань. Потім те саме тіло падає з дев'ятого поверху на балкон п'ятого і пролітає ту саму відстань, попри відмінність початкового положення. Зміною сили тяжіння з висотою нехтуємо. В цьому прикладі стала інтегрування задає початкове положення тіла (номер поверху).

- Автомобіль їде по прямій трасі з деякою змінною швидкістю. Якщо на початку руху переставити автомобіль в інше місце траси, він за той самий час проїде той самий шлях.

- Кінь везе сани по рівному полю. Незалежно від того, в якому місці поля перебуває кінь, він, за однакової відстані, виконає однакову роботу з перетягування саней.

- Вода виливається з циліндричної посудини через отвір у дні. Рівень у посудині знижується на 10 см. Незалежно від того, до якого рівня посудина була наповненою спочатку, витікання однакового об'єму води знижує рівень на 10 см.

- Напруга на конденсаторі змінюється від 1 В до 0 В. Потім напруга на тому ж конденсаторі змінюється від 1000 В до 999 В. В обох випадках через конденсатор пройшов однаковий заряд.

- Тіло охолоджується від 1 °С до 0 °С. Те саме тіло охолоджується від 1000 °С до 999 °С. Якщо знехтувати залежністю теплоємності від температури, то тіло в обох випадках втрачає однакову кількість теплоти.